# Шамшуд
Шамшуд (рум. Șamșud) — село у повіті Селаж в Румунії. Адміністративний центр комуни Шамшуд.
Село розташоване на відстані 404 км на північний захід від Бухареста, 19 км на північ від Залеу, 79 км на північний захід від Клуж-Напоки.

## Населення
За даними перепису населення 2002 року у селі проживали 1182 особи.
Національний склад населення села:
| Національність | Кількість осіб | Відсоток |
| -------------- | -------------- | -------- |
| угорці         | 1115           | 94,3%    |
| цигани         | 40             | 3,4%     |
| румуни         | 27             | 2,3%     |

Рідною мовою назвали:
| Мова      | Кількість осіб | Відсоток |
| --------- | -------------- | -------- |
| угорська  | 1116           | 94,4%    |
| циганська | 40             | 3,4%     |
| румунська | 26             | 2,2%     |